# 미야다이 고헤이
미야다이 고헤이(일본어: 宮台 康平, 1995년 7월 1일 ~ )는 일본의 전 프로 야구 선수이다. 가나가와현 요코하마시 도쓰카구 출신이며 현역 시절 포지션은 투수였다.

## 인물

### 프로 입단 전
아버지의 권유로 요코하마 시립 도쓰카 초등학교 3학년 때인 현지 소년 야구팀 ‘도쓰카 ACF Hawks’에서 연식 야구를 시작했고 요코하마 시립 도쓰카 중학교에 진학 후 교내의 연식 야구부에서 활약했다. 가나가와 현립 쇼난 고등학교 시절에는 2학년 때까지 투수와 외야수를 겸했다. 당시 팀의 에이스가 부상으로 전력에서 이탈한 것을 계기로 투수에 전념하게 되자, 가을에는 가나가와현 선발 팀의 일원으로서 스리랑카로 원정을 떠났다.
쇼난 고등학교 경식 야구부는 2021년까지 시점에서 가나가와 현립 고교로서는 유일하게 전국 고등학교 야구 선수권 대회에서 우승한 경험이 있다. 미야다이의 재학 중에는 춘계 선발 고등학교 야구 대회를 포함한 전국 대회에 출전하지 못했지만 3학년 때는 춘계 가나가와현 대회에서 팀을 준준결승 진출로 이끌었다.

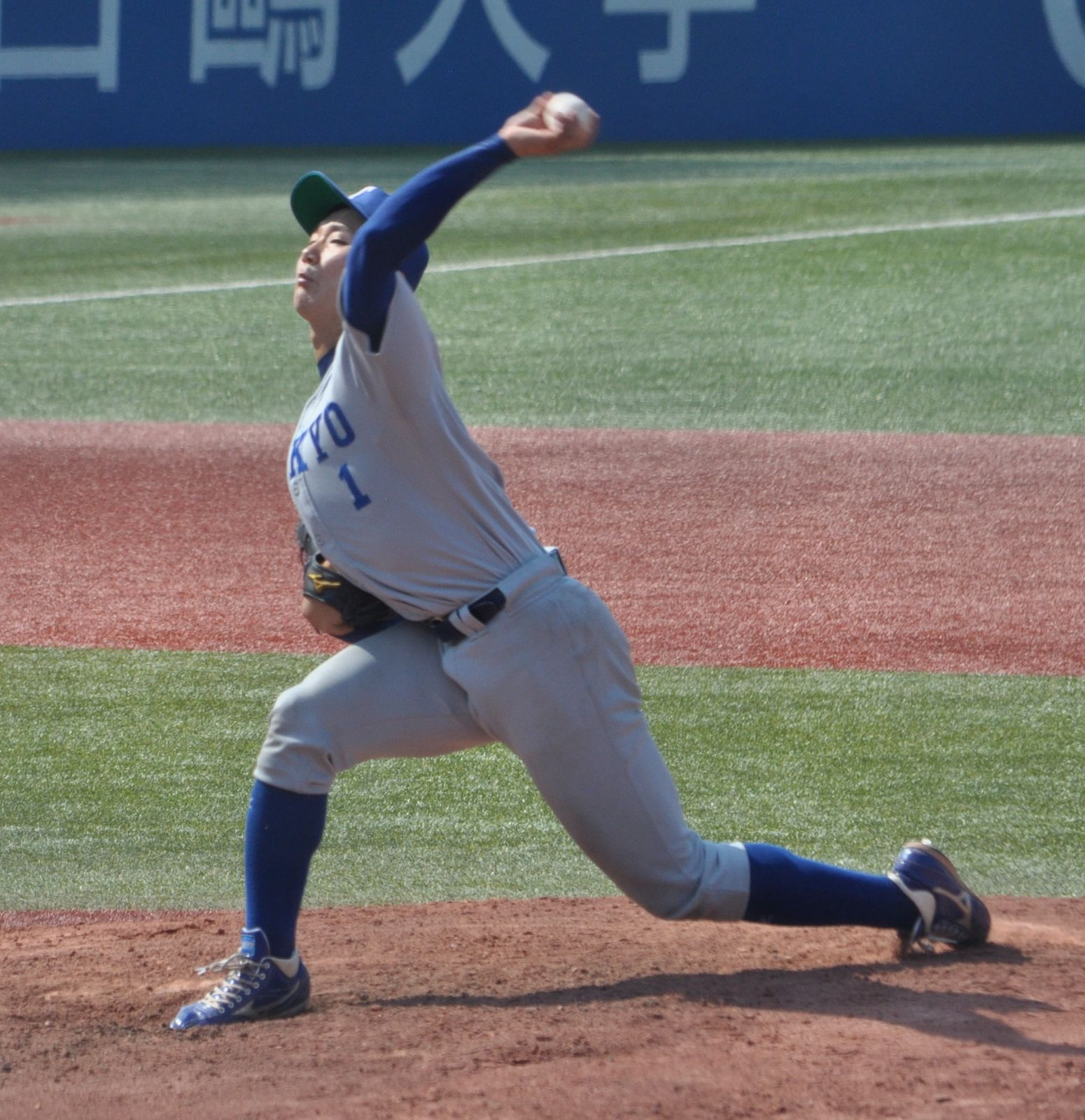
도쿄 대학 시절(2017년 5월 20일, 메이지 진구 야구장에서)

2014년에 도쿄 대학 문과 1류에 입학하여 도쿄 6대학 야구 리그의 일각을 이루는 경식 야구부에 입단했다. 3학년 때부터는 학내 진로 배정으로 법학부에 학적을 두었다.
도쿄 6대학 야구 리그전에서는 1학년 때부터 구원으로 등판했는데 1년 선배인 기이레 도모히로 포수와 배터리를 구성하고 있었다. 3학년 때(2016년) 춘계 시즌에서는 와세다 대학과의 개막전에 선발 등판하여 매이닝 탈삼진을 기록했다. 총 탈삼진수는 13개로 1946년 추계 시즌에 야마자키 사토루가 수립한 한 경기 최다 탈삼진(12)의 학내 기록을 70년 만에 갈아치웠다. 더 나아가 그 해 미일 대학 야구 선수권 대회에서는 대학 일본 대표팀 선수로 발탁됐다. 도쿄 대학으로부터의 선출은 오코시 겐스케 이래 33년 만의 일이며 역대 두 번째이다. 마지막 시즌이던 4학년 때(2017년) 추계 리그전에서는 호세이 대학과의 1차전에서 완투승을 거두자, 2차전에서도 구원 등판으로 팀의 15년(30시즌)만의 승점 획득에 기여했다. 연승에 의한 획득은 1997년 춘계 시즌에서의 같은 대학과의 맞대결 이래 20년(39시즌) 만이다.
도쿄 6대학 야구 리그전에서는 통산 38경기에 등판했다. 6승 13패, 평균 자책점 4.26, 123탈삼진의 성적으로 4학년 때(2017년)인 가을에 일본 학생 야구 협회에 프로 지원서를 제출했는데 NPB 드래프트 회의에서 홋카이도 닛폰햄 파이터스로부터 7순위로 지명됐다. 도쿄 대학의 선수로서는 2004년에 마쓰카 다카히로가 요코하마 DeNA 베이스타스(당시)에 입단한 이래 13년 만이며 프로 지명을 받은 직후 도쿄 대학에서 열린 기자 회견에서는 졸업 후 아나운서로 TBS 텔레비전에 입사했던 기이레로부터 질문과 격려를 받는 상황이 연출됐다. 계약금 2,500만 엔, 연봉 700만 엔(금액은 추정치)이라는 조건으로 지배하 등록 선수로 입단했다. 등번호는 52번이며 도쿄 대학으로부터 드래프트 회의에서의 지명을 거쳐 입단한 선수로는 1999년의 7번째 지명을 거쳐 2000년에 입단한 엔도 료헤이 GM 보좌(현역 시절 좌완 투수로 2001년까지 활약) 이래 역대 두 번째였다.

### 닛폰햄 시절
2018년 8월 23일 후쿠오카 소프트뱅크 호크스전(도쿄 돔)에서는 선발 투수로서 1군 공식전에 데뷔했다. 도쿄 대학 출신의 투수로서는 1967년 이데 다카시(주니치 드래건스) 이후 51년 만의 선발 등판이며 4와 2/3이닝을 던졌지만 4피안타 6사사구 2실점의 투구 내용으로 승패는 연결되지 않았다. 더욱이 경기 중에 오른쪽 고관절을 다쳤기 때문에 이 경기 이후에는 2군에서 재활 훈련에 전념했다. 2군 공식전에서는 12경기에 등판하여 3승 1패, 평균 자책점 4.97을 기록했다.
2019년, 2군 공식전에서 선발을 중심으로 17경기에 등판했다. 4승 3패 1세이브, 평균 자책점 4.60이라는 성적을 올렸지만 1군 승격은 보류됐다.
2020년, 2군 공식전에서 14경기에 등판하여 0승 4패, 평균 자책점 7.71의 성적을 남겼기 때문에 시즌 종료 후인 11월 25일에 구단으로부터 지배하 선수 계약 해제와 육성 선수로서의 재계약을 타진받았다. 그러나 지배하 등록 선수로서 타 구단과 계약을 맺는 것을 염두에 두고 타진을 고사했다. 엔도와 마찬가지로 1군 공식전에 한 경기 등판만으로 닛폰햄에서의 선수 생활을 마쳤다.
또한 2020년 12월 2일자로 일본 야구 기구로부터 자유 계약 선수로 공시됨에 따라 12월 7일에는 12구단 합동 트라이아웃에 참가했다. 대학 시절 도쿄 6대학 야구 리그전에서 등판한 경험이 있던 메이지 진구 야구장의 마운드에서 1군에 단 한 번도 출전한 경험이 없던 세 명의 선수(호리우치 타몬, 고야마 쇼헤이, 나카무라 가즈키)들을 상대로 모두 삼진을 빼앗았다. 시트 배팅 방식이면서 3자 연속으로 삼진을 잡아낸 것으로 보아, 트라이아웃 종료 후 도쿄 야쿠르트 스왈로스를 비롯한 여러 구단이 지배하 등록 선수로서의 영입을 검토했다. 닛폰햄으로부터도 육성 선수로서의 재계약을 재차 타진받았다.

### 야쿠르트 시절
2020년 12월 23일, 메이지 진구 야구장을 홈구장으로 사용하는 야쿠르트가 지배하 등록 선수로 미야다이와 정식으로 계약을 맺었다는 사실을 발표했다. 도쿄 대학 출신 선수가 야쿠르트에 입단한 사례는 처음이며 추정 연봉은 600만 엔, 등번호는 68번으로 결정됐다. 미야다이의 이적에 따라 2021년 시즌에는 도쿄 6대학 야구 리그에 참가하는 전체 대학 출신 선수가 지배하 등록 선수로 이름을 올리게 됐다.
2021년, 이스턴 리그 공식전 27경기에 등판하여 1승 1패 1세이브와 평균 자책점 2.13이라는 좋은 성적을 남겼다. 1군에서는 정규 시즌 중에 두 번이나 승격했지만 모두 공식전에서의 등판에는 이르지 못했다. 그런 한편으로 10월 27일의 미야자키 페닉스 리그에서는 6명 투수의 계투에 의한 주니치전에서 팀의 3번째 투수로 등판하여 노히트 노런 달성에 기여했다. 리그 종료 후인 12월 10일에는 지배하 등록 선수로서 계약을 갱신했다는 사실이 구단에 의해서 발표됐다.
2022년, 전년도와 마찬가지로 2군에서 중간 계투로서의 등판이 계속되면서 탈삼진률이 비약적으로 향상됐다. 7월에 들어서면서 구단 내에 코로나19 집단 감염이 발생하여 특례 2022의 적용에 의해 7월 12일부로 1군에 승격했다. 7월 14일 주니치전(반테린 돔 나고야)에서 4년 만에 1군 등판을 이뤘다. 이 경기에서 8회말에 팀의 3번째 투수로 등판하여 1이닝을 삼자범퇴로 막았다. 이어진 17일 요코하마 DeNA 베이스타스전(요코하마 스타디움)에서도 5회부터 구원으로 등판하여 1이닝을 무실점으로 막아내면서도 6회에 1아웃밖에 잡지 못하고 연타와 폭투로 5실점을 내주며 강판됐다. 다음날에 1군 등록이 말소됐다.
10월 28일에 현역 은퇴를 표명했다. 야쿠르트 구단측은 내년 시즌에도 미야다이와 선수 계약을 맺을 예정이었지만 미야다이 본인으로부터 은퇴 의사가 있었기 때문에 이를 수리했다.

### 그 후
현역에서 은퇴한 후에는 변호사를 목표로 시험에 도전할 예정이다.

## 선수로서의 특징
투구 폼은 스리쿼터다. 스트레이트는 대학 3학년 때 개인 최고 속도인 150km/h를 기록했고 변화구는 슬라이더, 체인지업을 주로 사용했다. 2022년에는 2군에서 중간 계투로 활약하면서 개인 최고 속도인 155km/h를 측정했다.

## 에피소드
- 성격은 모든 일에 있어서 올곧으며 자신이 정한 일을 완벽하게 해낸다. 또한 자신에게도 동료에게도 엄격하며 좌우명은 ‘가장 어려운 길에 도전하라’(最も困難な道に挑戦せよ)이다.[41] 야구와 공부 양쪽에서 1등을 노리는 것을 목표로 해왔다. 대표팀으로 선출된 미일 대학 야구에서는 대회 기간중에도 ‘포켓 6법’을 가지고 다니며 숙소의 방에 틀어박혀 ‘민법 제2부’ 공부에 힘쓰고 있었다.[39]
- 취미는 온천이다.[42]

## 상세 정보

### 출신 학교
- 가나가와 현립 쇼난 고등학교
- 도쿄 대학

### 선수 경력
- 홋카이도 닛폰햄 파이터스(2018년 ~ 2020년)
- 도쿄 야쿠르트 스왈로스(2021년 ~ 2022년)

### 개인 기록
- 첫 등판·첫 선발 등판 : 2018년 8월 23일, 대 후쿠오카 소프트뱅크 호크스 22차전(도쿄 돔), 4와 2/3이닝 2실점으로 승패 없음[11][43]
- 첫 탈삼진 : 상동, 1회초에 마쓰다 노부히로로부터 헛스윙 삼진[43]

### 등번호
- 52(2018년 ~ 2020년)
- 68(2021년 ~ 2022년)

### 연도별 투수 성적
| 연 도      | 소 속      | 등 판 | 선 발 | 완 투 | 완 봉 | 무 4 구 | 승 리 | 패 전 | 세 이 브 | 홀 드 | 승 률 | 타 자 | 이 닝 | 피 안 타 | 피 홈 런 | 볼 넷 | 고 4 | 몸 맞 | 탈 삼 진 | 폭 투 | 보 크 | 실 점 | 자 책 점 | 평 자 책 | W H I P |
| ---------- | ---------- | ----- | ----- | ----- | ----- | ------- | ----- | ----- | -------- | ----- | ----- | ----- | ----- | -------- | -------- | ----- | ---- | ----- | -------- | ----- | ----- | ----- | -------- | -------- | ------- |
| 2018년     | 닛폰햄     | 1     | 1     | 0     | 0     | 0       | 0     | 0     | 0        | 0     | ----  | 24    | 4.2   | 4        | 0        | 4     | 0    | 2     | 3        | 1     | 0     | 2     | 2        | 3.86     | 1.71    |
| 2022년     | 야쿠르트   | 2     | 0     | 0     | 0     | 0       | 0     | 0     | 0        | 0     | ----  | 12    | 2.1   | 4        | 0        | 1     | 0    | 0     | 4        | 1     | 0     | 5     | 5        | 19.29    | 2.14    |
| 통산 : 2년 | 통산 : 2년 | 3     | 1     | 0     | 0     | 0       | 0     | 0     | 0        | 0     | ----  | 36    | 7.0   | 8        | 0        | 5     | 0    | 2     | 7        | 2     | 0     | 7     | 7        | 9.00     | 1.86    |

### 연도별 수비 성적
| 연도 | 소속     | 투수  | 투수  | 투수  | 투수  | 투수  | 투수     |
| 연도 | 소속     | 경 기 | 척 살 | 보 살 | 실 책 | 병 살 | 수 비 율 |
| ---- | -------- | ----- | ----- | ----- | ----- | ----- | -------- |
| 2018 | 닛폰햄   | 1     | 0     | 0     | 0     | 0     | ----     |
| 2022 | 야쿠르트 | 2     | 0     | 0     | 0     | 0     | ----     |
| 통산 | 통산     | 3     | 0     | 0     | 0     | 0     | ----     |

### 주해
1. ↑  헤이세이 29년도(2017년) 도쿄 6대학 야구 춘계 리그전 도쿄대 vs 호세이대 1차전에서의 등판 모습이다.
2. ↑  졸업 후인 1986년 NHK에 입사하여 보도국 정치부 기자, 워싱턴 지국장, 《뉴스 워치 9》, 《선데이 스포츠 2020》, 《NHK 스페셜》의 캐스터 등을 역임했다. 2020년 6월에 정년 퇴직을 계기로 TV 아사히와 전속 계약을 맺으면서 같은 해 9월 28일부터 《보도 스테이션》 월~목요일 메인 캐스터를 맡고 있다.
3. ↑  타 대학 출신 선수로는 와세다 대학에서 아오키 노리치카, 게이오기주쿠 대학에서 기자와 나오후미, 메이지 대학에서 호시 도모야와 요시다 다이세이, 릿쿄 대학에서 마쓰모토 나오키, 호세이 대학에서 니시우라 나오미치와 나카야마 쇼타였다(기자와는 드래프트 회의에서 지명된 신인, 나머지는 모두 2020년 이전부터 야쿠르트에 소속).

### 출전
1. 1 2 3 4 5  “戸塚町出身宮台投手 東大記録70年ぶり更新 六大学野球で13奪三振”. 《타운 뉴스(도쓰카 구판)》. 타운 뉴스사. 2016년 5월 5일. 2017년 10월 27일에 확인함.
2. ↑  “【六大学】東大・宮台、進路プロ一本に絞った! 「まずは野球」就活封印”. 《스포츠 호치》. 호치 신문사. 2017년 4월 20일. 2017년 10월 30일에 원본 문서에서 보존된 문서. 2017년 10월 29일에 확인함.
3. ↑  “東大「史上最強左腕」宮台康平投手の素顔と急成長の足跡”. 《도쿄 스포츠》. 도쿄 스포츠 신문사. 2016년 6월 18일. 2017년 10월 30일에 원본 문서에서 보존된 문서. 2017년 10월 29일에 확인함.
4. ↑  “東大・宮台の女房役、喜入はTBSアナウンサーに”. 《ニッカンスポーツ・コム》. 닛칸 스포츠 신문사. 2016년 12월 29일. 2017년 11월 6일에 확인함.
5. ↑  “東大・宮台“元女房”TBSアナからの取材に感無量「次はしっかり投げて取材を」”. 《데일리 스포츠》. 고베 신문사. 2017년 10월 26일. 2017년 11월 6일에 확인함.
6. ↑  “大越健介氏が後輩の宮台にエール「無念を晴らして」”. 《ニッカンスポーツ・コム》. 닛칸 스포츠 신문사. 2016년 6월 20일. 2017년 10월 28일에 확인함.
7. ↑  “元東大野球部の大越健介氏が語る日米大学野球秘話、後輩・宮台康平を激励”. 《Full-Count》. 2016년 7월 13일. 2021년 10월 4일에 원본 문서에서 보존된 문서. 2022년 7월 15일에 확인함.
8. ↑  “東大が15年ぶりの勝ち点獲得!2度のビッグイニング&宮台連投で法大に2連勝!【東京六大学野球】”. 《BASEBALL GATE》. 2017년 10월 8일. 2021년 11월 14일에 확인함.
9. ↑  “ハム7位の宮台「東大だから注目された」意欲語る”. 아사히 신문 디지털. 2017년 10월 26일. 2017년 10월 26일에 원본 문서에서 보존된 문서. 2017년 10월 26일에 확인함.
10. ↑  “東大・宮台“元女房”TBSアナからの取材に感無量「次はしっかり投げて取材を」”. 스포츠 닛폰. 2017년 10월 26일. 2021년 12월 14일에 확인함.
11. 1 2  “ハム宮台、プロ初先発は5回途中2失点　51年ぶり東大出身投手白星お預けも「投げ切れた」”. 《스포츠 닛폰》. 2018년 8월 23일. 2018년 8월 23일에 확인함.
12. ↑  “日本ハム宮台は右股関節痛めていた…二軍でリハビリ”. 《닛칸 스포츠》. 2018년 8월 24일. 2021년 12월 14일에 확인함.
13. ↑  “2018年度 北海道日本ハムファイターズ 個人投手成績（イースタン・リーグ）”. 일본 야구 기구. 2020년 12월 7일에 확인함.
14. ↑  “2019年度 北海道日本ハムファイターズ 個人投手成績（イースタン・リーグ）”. 일본 야구 기구. 2020년 12월 7일에 확인함.
15. ↑  “2020年度 北海道日本ハムファイターズ 個人投手成績（イースタン・リーグ）”. 일본 야구 기구. 2020년 12월 7일에 확인함.
16. ↑  “日本ハムが東大出身左腕の宮台、姫野ら4選手に戦力外通告　３選手は育成契約か”. 《데일리 스포츠》. 2020년 11월 25일. 2020년 11월 25일에 확인함.
17. ↑  “新庄氏古巣の日本ハムは獲得に否定的　吉村GM「現状では考えにくい」”. 《스포츠 닛폰》. 2020년 12월 7일. 2020년 12월 7일에 확인함.
18. ↑  2020年度自由契約選手 - 일본 야구 기구
19. ↑  “東大出身の元日本ハム・宮台、完璧三者三振「真っ直ぐで差し込めた」「あとは待つだけ」”. 《데일리 스포츠 online》. 2020년 12월 7일. 2020년 12월 7일에 확인함.
20. ↑  “ヤクルト　宮台に支配下獲得オファー、東大出身左腕　トライアウトで3者連続三振”. 《Sponichi Annex》. 2020년 12월 9일. 2020년 12월 11일에 확인함.
21. ↑  “ソフトバンクが日本ハム戦力外の宮台に育成オファー　3球団争奪戦に”. 《도쿄 스포츠》. 2020년 12월 11일. 2020년 12월 11일에 확인함.
22. ↑  “宮台康平投手が正式契約!「一軍で戦力になることが目標」”. 2020년 12월 23일. 2020년 12월 25일에 확인함.
23. ↑  “ヤクルト、東大出身の宮台加入で東京六大学“コンプリート”の珍事 縁の神宮に集結”. 《Full-Count》 (일본어). 2020년 12월 23일. 2020년 12월 24일에 확인함.
24. ↑  “2021年度 東京ヤクルトスワローズ 個人投手成績（イースタン・リーグ）”. 일본 야구 기구. 2021년 12월 14일에 확인함.
25. ↑  “東大出身ヤクルト宮台康平が試合前練習に合流、移籍後初マウンド期待”. 닛칸 스포츠. 2021년 9월 18일. 2021년 9월 18일에 확인함.
26. ↑  “【セ・リーグ公示】9月24日 阪神・西勇が登録、ヤクルト・宮台は抹消”. 산케이 스포츠. 2021년 9월 24일. 2021년 9월 24일에 확인함.
27. ↑  “ヤクルトが“ノーヒットノーラン継投”V一夜明け快挙 フェニックスリーグ”. 닛칸 스포츠. 2021년 10월 27일. 2021년 10월 27일에 확인함.
28. ↑  “ヤクルト 宮台ら13選手と来季も契約”. 닛테레 NEWS24. 2021년 12월 10일. 2021년 12월 14일에 확인함.
29. 1 2  “【丸スワ】東大出身左腕・宮台康平、古田氏の言葉ヒントに…「脱力感」で球速ＵＰ／ファーム通信”. 《산케이 스포츠》. 2022년 7월 1일. 2022년 7월 17일에 확인함.
30. ↑  “【ヤクルト】2軍から東大出身の宮台康平、内川聖一ら合流　27人コロナ感染で厳しい状況”. 《닛칸 스포츠》. 닛칸 스포츠 신문사. 2022년 7월 11일. 2022년 7월 12일에 원본 문서에서 보존된 문서. 2022년 7월 15일에 확인함.
31. ↑  “2022年7月12日の出場選手登録、登録抹消”. 일본 야구 기구. 2022년 7월 15일에 원본 문서에서 보존된 문서. 2022년 7월 15일에 확인함.
32. 1 2  “東大出身　ヤクルト宮台「必死に投げました」4年ぶり1軍　移籍初登板で1回ピシャリ”. 《스포츠 닛폰》. 주식회사 스포츠 닛폰 신문사. 2022년 7월 14일. 2022년 7월 15일에 원본 문서에서 보존된 문서. 2022년 7월 15일에 확인함.
33. 1 2  “2022年7月14日（木） バンテリンドーム 【JERA セ・リーグ公式戦】　中日ドラゴンズ vs 東京ヤクルトスワローズ 13回戦　投打成績”. 일본 야구 기구. 2022년 7월 15일에 원본 문서에서 보존된 문서. 2022년 7월 15일에 확인함.
34. ↑  “【ヤクルト】東大出身の宮台康平が１回１／３、４安打５失点で降板　流れを引き寄せられず”. 《스포츠 호치》. 2022년 7월 17일. 2022년 8월 6일에 확인함.
35. ↑  “2022年7月18日の出場選手登録、登録抹消”. 일본 야구 기구. 2022년 10월 28일에 원본 문서에서 보존된 문서. 2022년 10월 28일에 확인함.
36. ↑  “【ヤクルト】東大出身宮台康平が現役引退 球団側は慰留も決意固く 今季2試合防御率19.29”. 《닛칸 스포츠》 (일본어). 日刊スポーツ新聞社. 2022년 10월 28일. 2022년 10월 28일에 확인함.
37. ↑  “〝東大左腕〟宮台康平氏がヤクルト→弁護士へ「憧れあった」 球団法務も視野”. 東スポWEB. 2022년 12월 20일. 2022년 12월 20일에 확인함.
38. ↑  “「赤門旋風」、再び…？六大学野球を盛り上げる東大の奮闘”. BASEBALL KING. 2016년 5월 14일. 2020년 10월 26일에 원본 문서에서 보존된 문서. 2022년 7월 15일에 확인함.
39. 1 2  “【日米大学野球】東大・宮台「ポケット六法」片手に150キロ”. 도쿄 스포츠. 2016년 7월 16일. 2018년 8월 23일에 원본 문서에서 보존된 문서. 2018년 8월 23일에 확인함.
40. ↑  “社会人野球の“ステップ”もアリ!?宮台康平に勧めたい険しい我慢の道。”. 《Number Web》. 분게이슌주. 2017년 10월 25일. 3쪽. 2022년 6월 5일에 원본 문서에서 보존된 문서. 2022년 7월 15일에 확인함.
41. ↑  “東大・宮台康平、困難な道に挑戦し続ける男。”. 베이스볼 채널. 2016년 6월 4일. 2017년 10월 27일에 확인함.
42. ↑  “東大・宮台康平インタビュー目標は大学日本代表、夢はプロ入り”. 슈칸 베이스볼. 2016년 6월 6일. 2017년 10월 27일에 확인함.
43. 1 2  “2018年8月23日（木） 東京ドーム 【パ・リーグ公式戦】　北海道日本ハムファイターズ vs 福岡ソフトバンクホークス 22回戦　投打成績”. 일본 야구 기구. 2022년 7월 15일에 원본 문서에서 보존된 문서. 2022년 7월 15일에 확인함.